# Ad Lib (Schriftart)

Type-Sample der Ad Lib

Ad Lib ist der Name einer dekorativen Schriftart, die in den 1960ern häufig Verwendung fand. Der Entwurf basiert auf dem Titelschriftzug des Films Bonjour Tristesse. Erstellt wurde sie 1961 im Auftrag der American Type Founders (ATF); Designer war der Werbeschrift-Gestalter und Grafiker Freeman Craw.

## Geschichte, Design und Verwendung
Die Urversion der Schrift, welche Freeman Craw 1961 im Auftrag der ATF erstellte, stammte von dem Kalligrafen Harold Adler. Adler, der als nachgefragter Handletterer für die Filmindustrie in Hollywood arbeitete, hatte – unter anderem unter der Ägide von Saul Bass – zu einer Reihe von Plakaten, Trailern und Filmsequenzen Schriftelemente beigesteuert, beispielsweise für Carmen Jones und Der Mann mit dem goldenen Arm von Otto Preminger. Unter der Regie von Preminger wurde auch Bonjour Tristesse produziert, für den Adler den Titel-Schriftzug entwarf. Stilistisch waren Adlers Arbeiten von der Bildhaften Typografie geprägt – ein leichter, verspielt wirkender und oft experimenteller Umgang mit Schrift- und Grafikelementen, der vor allem im Artwork für Filme und Popmusikprodukte weit verbreitet war.
Technologische Grundlage dieser Art Werbeschriften waren neue, fotomechanische Satzverfahren wie Filmotypie und Fotosatz. Bedeutende Firmen in dem Segment waren etwa Filmotype (in Chicago) und Photo-Lettering (in New York City). Der Grafiker und Werbeschrift-Gestalter Freeman Craw hatte bereits in den 1950er Jahren einige Logotypes erstellt auf der Basis klassischer Schriften aus dem 19. Jahrhundert – etwa die CBS Didot, die Craw Clarendon und die Craw Modern. Charakteristisch für die Ad Lib war die grobe, scherenschnittartige Komposition der einzelnen Zeichen – eine Wirkung, als seien die einzelnen Buchstaben mit einer groben Schere ausgeschnitten worden.
ATF brachte die Ad Lib ursprünglich mit zwei Schnitten heraus. Darin enthalten: eine Reihe Alternativzeichen zum Variieren der einzelnen Buchstaben. Als Einzelschrift mit einem Schnitt war beziehungsweise ist sie in den Angeboten von Bitstream und Linotype enthalten. Ähnliche Schriften, die sich an der Grundgestaltung der Ad Lib orientieren, finden sich auch auf kostenlosen Font-Downloadportalen. Eine Transferierung in die kyrillische Schrift nahm 2000 das in Moskau ansässige Label ParaType vor.
Als den Geist der frühen und mittleren 1960er Jahre treffende und gleichzeitig markante Werbeschrift fand die Ad Lib in einer Reihe populärkultureller Produktionen Verwendung – beispielsweise dem Second Album der Beatles von 1964 sowie in den Abschluss-Credits der auf dem Film The Pink Panther basierenden Pink Panther Show. Die Schriften-Archivseite Fonts in Use listete Anfang der 2020er Jahre mehr als ein Dutzend Verwendungsbeispiele.